# Grimaldi Forum
Il Grimaldi Forum è il moderno centro congressi del Principato di Monaco costruito nel 2000.
Al suo interno conta molte sale per conferenze, un moderno teatro, spazi espositivi. Tutto è modulare e studiato in modo da ottimizzare gli spazi e consentire lo svolgimento in contemporanea di diverse manifestazioni.
il Grimaldi Forum ospita il sorteggio delle selezioni della UEFA Champions League, e la cerimonia del UEFA Club Footballer of the Year. Ospita anche il sorteggio della UEFA Europa League, prima della partita della Supercoppa UEFA disputata allo Stade Louis II a Fontvieille dal 1998 al 2012.
Inoltre dal 2001 ospita anche il Monte-Carlo Film Festival de la Comédie organizzato da Ezio Greggio e dal 2003 ospita il Top Marques Monaco salone dell'auto dedicato al segmento di lusso.
Nel 2008 ha ospitato una riunione del Programma delle Nazioni Unite per l'ambiente e nel 2009 ha ospitato la tappa iniziale del Tour de France 2009.

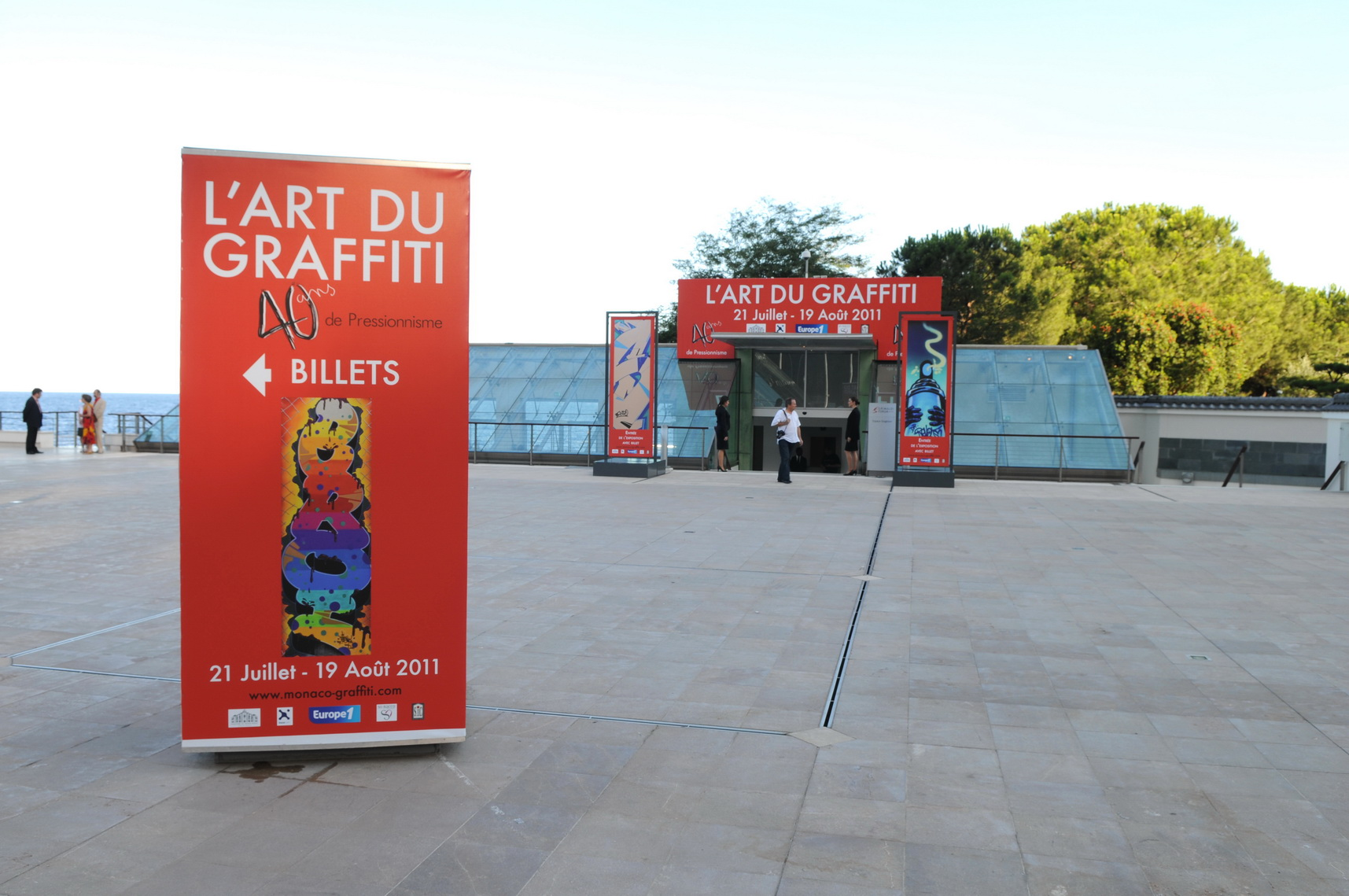
L'esterno del Grimaldi Forum.